# Llacs (estat)
Llacs (anglès Lakes) és un dels deu estats del Sudan del Sud a la regió de Bahr al-Ghazal. Té una superfície de 40.235 km² i una població de 695.730 habitants. La capital és Rumbek. El govern independent del Sudan del Sud va considerar establir la nova capital nacional federal a la població de Ramciel, a l'estat, en lloc de Juba, i ho va aprovar el setembre de 2011, si bé encara no s'ha fet cap pas.
Com tots els estats del Sudan del Sud, l'estat dels Llacs està dividit en comtats, en nombre de vuit: 
- Rumbek Central
- Rumbek East
- Rumbek North
- Wulu
- Aweriar
- Cueibet
- Yirol West
- Yirol East

L'estat es va formar el 14 de febrer de 1994 segregat de l'estat de Bahr al-Ghazal. El 2010 va modificar la seva bandera blanca a una blava clar, per representar el color de les aigües i el cel de l'estat.

## Governadors
- Mong Geng Shir febrer a maig de 1994
- Ramzi Badri Shir 1994 - 1997
- Nektora Ashik 1997 - 2000
- Gabriel Shol Yak 2000 - 2001
- John Angol 2001 - 2005
- Bagan Amom (interí) 18 de juliol de 2005 - 30 de setembre de 2005
- John Lat Zakaria 2005 - 2006
- Daniel Awet Akot 2006 - 2010
- Telar Ring Deng 24 de febrer de 2010 - 28 de maig de 2010
- Chol Tong Mayay Jang 2010 -